# تیراندازی در المپیک تابستانی ۱۸۹۶
تیراندازی در بازی‌های المپیک تابستانی ۱۸۹۶ نام رویداد ورزش تیراندازی در بازی‌های المپیک تابستانی ۱۸۹۶ بوده است. این مسابقات از پنج بخش تشکیل شده بود. ۶۱ ورزشکار از ۷ کشور در این مسابقات شرکت کردند.

## نتایج
| رویداد                     | طلا                                      | نقره                            | برنز                     |
| تفنگ جنگی ۲۰۰ متر          | پانتلیس کاراسوداس · یونان                | پاناگیوتیس پاولیدیس · یونان     | نیکولاس تریکوپیس · یونان |
| تفنگ سه وضعیت ۳۰۰ متر آزاد | گئورگیوس اورفانیدیس · یونان              | یوانیس فرانگودیس · یونان        | ویگو ینسن · دانمارک      |
| تپانچه جنگی ۲۵ متر         | جان پین (تیرانداز) · ایالات متحده آمریکا | سامنر پین · ایالات متحده آمریکا | نیکولاس موراکیس · یونان  |
| تپانچه آتش سریع ۲۵ متر     | یوانیس فرانگودیس · یونان                 | گئورگیوس اورفانیدیس · یونان     | هولگر نیلسن · دانمارک    |
| تپانچه ۳۰ متر آزاد         | سامنر پین · ایالات متحده آمریکا          | هولگر نیلسن · دانمارک           | یوانیس فرانگودیس · یونان |

## کشورهای شرکت کننده
در این مسابقات ۶۱ ورزشکار از ۷ کشور به رقابت با یک دیگر پرداختند.
- دانمارک (۳)
- فرانسه (۱)
- بریتانیای کبیر (۲)
- یونان (۵۰)
- ایتالیا (۱)
- سوئیس (۱)
- ایالات متحده آمریکا (۳)

## جدول مدال‌ها
| رتبه | کشورها              | طلا | نقره | برنز | مجموع |
| ۱    | یونان               | ۳   | ۳    | ۳    | ۹     |
| ۲    | ایالات متحده آمریکا | ۲   | ۱    | ۰    | ۳     |
| ۳    | دانمارک             | ۰   | ۱    | ۲    | ۳     |